# Karlo Lwanga
Karlo Lwanga, također i: Karlo Lwanga i drugovi, mučenici iz Ugande (Bulim, Buganda, 1. siječnja 1860. – Namugongo, 3. lipnja 1886.) - katolički svetac iz Ugande, mučenik, glavni paž i majordom kralja Mwange II. Slave ga kao sveca i anglikanci i luterani. 
Karlo Lwanga rođen je u Kraljevini Bugandi 1. siječnja 1860. Buganda obuhvaća središnji i južni dio afričke države Ugande. Karlo Lwanga je iz plemena Baganda.
Kralj Mwanga II. od Bugande u današnjoj Ugandi, došao je na vlast 1884. godine. Progonio je kršćanske misionare i zahtijevao da odbace kršćansku vjeru ili da se suoče sa smrtnom kaznom. Dao je ubiti 29. listopada 1885. godine Jamesa Hanningtona, prvoga anglikanskoga biskupa istočne Afrike. Tome se usprotivio Joseph Mukasa Balikuddembe, majordom i katolički katehet na dvoru kralja Mwange II. od Bugande. Kralj ga je dao ubiti odrubljivanjem glave i uhitio je sve njegove pristaše 15. studenoga 1885. godine. Kralj je zatim naredio, da Karlo Lwanga, koji je bio glavni paž na dvoru preuzme dužnost ubijenoga Josepha Mukase Balikuddembea (kasnije proglašenog katoličkim svecem, zajedno s Karlom Lwangom i ostalim ugandskim mučenicima). Istoga dana, francuski katolički misionar Pere Giraud krstio je Karla Lwangu i druge paževe, koji su mu bili podređeni. Bilo je kršteno oko sto katekumena.
U to vrijeme, kralj Mwanga II. od Bugande imao je apsolutnu moć i vlast i mogao je pogubiti bez suđenja, koga god je htio. Protivio se kršćanstvu, jer je smatrao da mu kao nešto što je došlo izvana, potkopava temelje kraljevstva. Tražio je od Karla Lwange i drugih paževa, da sudjeluju s njim u homoseksualnim činima. Karlo Lwanga je smatrao, da se to protivi njegovoj vjeri pa je to odbio i štitio ostale paževe, da ni oni ne sudjeluju u tome. Kralj je njihovo odbijanje smatrao nečuvenim poniženjem njemu kao apsolutnom moćniku i tražio ih je, da odbace kršćanstvo i pristanu na homoseksualne čine ili će ih pogubiti. Karlo Lwanga i suradnici deklarirali su se kao kršćani i nisu htjeli odbaciti vjeru pa ih je kralj poslao na stratište. Karlo Lwanga je odvojen, kako bi ga se izdvojeno pogubilo. Za vrijeme pogubljenja, nagovorao je izvršitelja smrtne kazne, da postane kršćanin kao on. Ukupno je tada trinaest katolika i devet anglikanaca živo spaljeno. Prije pogubljenja, Karlo Lwanga je potajno krstio paževe, koji još nisu bili kršteni. Među njima, najmlađi je bio Kizito, koji je imao 14 godina. 
Karla Lwangu, Josepha Mukasu Balikuddembea, Kizitu i ostale ugandske katoličke mučenike koji su tada pogubljeni, blaženim je proglasio papa Benedikt XV. 6. lipnja 1920., a prethodno ih je proglasio mučenicima 29. veljače iste godine.
Kanonizaciju 22 mučenika učinio je papa Pavao VI., 18. listopada 1964. u Rimu, za vrijeme Drugoga vatikanskoga sabora. U čast sv. Karla Lwange i drugih mučenika, papa Pavao VI. kao prvi papa posjetio je subsaharsku Afriku u srpnju 1969. godine, uključujući i mjesto mučeništva Namugongo u Ugandi.
Na mjestu njihova mučeništva podignuta je Bazilika ugandskih mučenika, a dan njihova sjećanja u Ugandi je spomendan. Bratovština sv. Karla Lwange osnovana je 1927. godine kao vjerska kongregacija ugandskih muškaraca, koji su se posvetili obrazovanju potlačene mladeži svoje zemlje.